# Lionel Atwill
Lionel Atwill (Croydon, 1º marzo 1885 – Pacific Palisades, 22 aprile 1946) è stato un attore britannico, noto per aver interpretato la prima versione de La maschera di cera.

## Biografia
Nato a Croydon da una famiglia facoltosa, intraprese una brillante carriera di attore teatrale nel West End londinese. Debuttò sui palcoscenici nel 1904 in The Walls of Jericho e, dopo una proficua gavetta, nel 1915 seguì in una tournée in America la leggendaria Lillie Langtry. L'anno successivo approdò a Broadway dove si guadagnò un'ottima reputazione recitando accanto a grandi attrici dell'epoca come Alla Nazimova, che lo volle con sé per una stagione in tre commedie di Henrik Ibsen, e Helen Hayes in Cesare e Cleopatra. L'esperienza e l'aspetto attraente gli consentirono un facile passaggio a Hollywood sui set del cinema muto, dove debuttò nel 1918 in Eve's Daughter e For Sale.

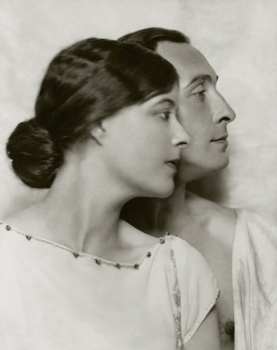
Lionel Atwill con la seconda moglie Elsie Mackay (Vanity Fair, dicembre 1922)

Smessi i panni del "bello", con gli anni perfezionò le sue doti di caratterista e si specializzò in ruoli di personaggio sinistro e malvagio in film d'avventura fino a divenire una presenza fissa degli storici horror degli anni trenta e quaranta. Memorabile la sua interpretazione ne La maschera di cera (1933) di Michael Curtiz, dove impersonò un artista psicopatico che, sfigurato da un incendio, si vendica trasformando le sue vittime in statue di cera. Il film passò alla storia perché fu il primo ad essere girato in Technicolor. Da ricordare anche il personaggio del poliziotto monco nel Il figlio di Frankenstein (1939), accanto a leggende dei film horror dell'epoca quali Basil Rathbone, Boris Karloff e Bela Lugosi. Interpretò anche il Professor Moriarty nel film Sherlock Holmes e l'arma segreta (1943).
All'inizio degli anni quaranta la carriera di Atwill subì uno stop a causa del suo coinvolgimento in uno scandalo sessuale. L'attore fu condannato per falsa testimonianza dopo aver dichiarato che nella sua casa di Malibù non si svolgevano orge. Un paio di anni dopo l'accusa venne ritirata mentre lui dichiarò di aver agito come un gentleman, ovvero mentì per proteggere gli amici e la famiglia. A causa di questo scandalo fu vittima di un tacito boicottaggio da parte di Hollywood: non gli vennero più assegnate parti di rilievo e dovette continuare a lavorare in maniera limitata solo in horror di serie B.
Atwill, che ebbe quattro mogli e due figli, uno dei quali, John Arthur, morì in guerra nel 1941 a soli 26 anni, morì improvvisamente per una polmonite nel 1946, all'età di 61 anni mentre era impegnato nelle riprese del serial Lost City of the Jungle.

## Filmografia
- Eve's Daughter, regia di James Kirkwood (1918)
- For Sale, regia di Fred E. Wright (1918)
- The Marriage Price, regia di Émile Chautard (1919)
- The Eternal Mother, regia di Will S. Davis (1920)
- The Highest Bidder, regia di Wallace Worsley (1921)
- The Knife - cortometraggio (1929)
- Il testimonio muto (Silent Witness), regia di R.L. Hough e Marcel Varnel (1932)
- Il dottor X (Doctor X), regia di Michael Curtiz (1932)
- Il vampiro (The Vampire Bat), regia di Frank R. Strayer (1933)
- Il figlio dell'amore (The Secret of Madame Blanche), regia di Charles Brabin (1933)
- La maschera di cera (Mystery of the Wax Museum), regia di Michael Curtiz (1933)
- Murders in the Zoo, regia di A. Edward Sutherland (1933)
- La sfinge (The Sphinx), regia di Phil Rosen e (non accreditato) Wilfred Lucas (1933)
- Il cantico dei cantici (The Song of Songs), regia di Rouben Mamoulian (1933)
- Secret of the Blue Room, regia di Kurt Neumann (1933)
- The Solitaire Man, regia di Jack Conway (1933)
- Nanà (Nana), regia di Dorothy Arzner e George Fitzmaurice (1934)
- Beggars in Ermine, regia di Phil Rosen (1934)
- Gli amori di una spia (Stamboul Quest), regia di Sam Wood (1934)
- One More River, regia di James Whale (1934)
- The Age of Innocence, regia di Philip Moeller (1934)
- The Firebird, regia di William Dieterle (1934)
- The Man Who Reclaimed His Head, regia di Edward Ludwig (1934)
- Capriccio spagnolo (The Devil Is a Woman), regia di Josef von Sternberg (1935)
- I vampiri di Praga (Mark of the Vampire), regia di Tod Browning (1935)
- Ultime notizie (The Murder Man), regia di Tim Whelan (1935)
- Codice segreto (Rendezvous), regia di William K. Howard (1935)
- Capitan Blood (Captain Blood), regia di Michael Curtiz (1935)
- Il peccato di Lilian Day (Lady of Secrets), regia di Marion Gering (1936)
- Till We Meet Again, regia di Robert Florey (1936)
- Absolute Quiet, regia di George B. Seitz (1936)
- The Road Back, regia di James Whale (1937)
- The Last Train from Madrid, regia di James P. Hogan (1937)
- La spia dei lancieri (Lancer Spy), regia di Gregory Ratoff (1937)
- The Wrong Road, regia di James Cruze (1937])
- L'ultima beffa di Don Giovanni (The Great Garrick), regia di James Whale (1937)
- Tre camerati (Three Comrades), regia di Frank Borzage (1938)
- The High Command, regia di Thorold Dickinson (1938)
- Il grande valzer (The Great Waltz), regia di Julien Duvivier (1938)
- Il figlio di Frankenstein (Son of Frankenstein), regia di Rowland V. Lee (1939)
- D'Artagnan e i tre moschettieri (The Three Musketeers), regia di Allan Dwan (1939)
- Il mastino di Baskerville (The Hound of the Baskervilles), regia di Sidney Lanfield (1939)
- The Gorilla, regia di Allan Dwan (1939)
- I pionieri della costa d'oro (The Sun Never Sets), regia di Rowland V. Lee (1939)
- Mr. Moto Takes a Vacation, regia di Norman Foster (1939)
- Il segreto del dottor Kildare (The Secret of Dr. Kildare), regia di Harold S. Bucquet (1939)
- Balalaika, regia di Reinhold Schünzel (1939)
- La rivolta del Messico (The Mad Empress), regia di Miguel Contreras Torres (1939)
- Charlie Chan a Panama (Charlie Chan in Panama), regia di Norman Foster (1940)
- Il prigioniero (Johnny Apollo), regia di Henry Hathaway (1940)
- Charlie Chan e la crociera del terrore (Charlie Chan's Murder Cruise), regia di Eugene Forde (1940)
- Girl in 313, regia di Ricardo Cortez (1940)
- The Great Profile, regia di Walter Lang (1940)
- La febbre del petrolio (Boom Town), regia di Jack Conway (1940)
- L'uomo elettrico (Man Made Monster), regia di George Waggner (1941)
- Vogliamo vivere! (To Be or Not to Be), regia di Ernst Lubitsch (1942)
- The Mad Doctor of Market Street, regia di Joseph H. Lewis (1942)
- Il terrore di Frankenstein (The Ghost of Frankenstein), regia di Erle C. Kenton (1942)
- The Strange Case of Doctor Rx, regia di William Nigh (1942)
- Junior G-Men of the Air, regia di Lewis D. Collins e Ray Taylor (1942)
- Gli eroi dell'isola (Pardon My Sarong), regia di Erle C. Kenton (1942)
- Avventura al Cairo (Cairo), regia di W. S. Van Dyke (1942)
- Night Monster, regia di Ford Beebe (1942)
- Sherlock Holmes e l'arma segreta (Sherlock Holmes and the Secret Weapon), regia di Roy William Neill (1942)
- Frankenstein contro l'uomo lupo (Frankenstein Meets the Wolf Man), regia di Roy William Neill (1943)
- Captain America, regia di Elmer Clifton e John English (1944)
- La casa della morte (Lady in the Death House), regia di Steve Sekely (1944)
- Raiders of Ghost City, regia di Lewis D. Collins e Ray Taylor (1944)
- Secrets of Scotland Yard, regia di George Blair (1944)
- Al di là del mistero (House of Frankenstein), regia di Erle C. Kenton (1944)
- Fog Island, regia di Terry O. Morse (1945)
- Crime, Inc., regia di Lew Landers (1945)
- La casa degli orrori (House of Dracula), regia di Erle C. Kenton (1946)
- Lost City of the Jungle, regia di Lewis D. Collins e Ray Taylor (1946)
- Genius at Work, regia di Leslie Goodwins (1946)

## Doppiatori italiani
- Gaetano Verna in Capitan Blood, La spia dei lancieri, Gli eroi dell'isola
- Luigi Pavese in Vogliamo vivere!
- Manlio Guardabassi in Sherlock Holmes e l'arma segreta
- Mario Besesti in Il figlio di Frankenstein
- Camillo Pilotto in Frankenstein contro l'Uomo Lupo